# 미국 육군 공병대
미국 육군 공병대(영어: United States Army Corps of Engineers (USACE))는 미국 육군 예하의 공병 부대이다. 워싱턴 D.C.에 본부를 두고 있으며 미국군이 주둔하고 있는 미국 본토와 세계 각지에 지부(Division)와 그 아래에 여러 지구(districts)를 두고 있다.

## 구조

### 지부

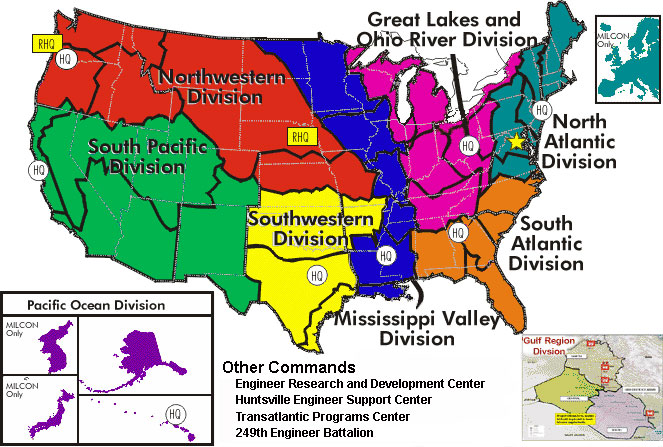
미국 육군 공병대의 지부 지도

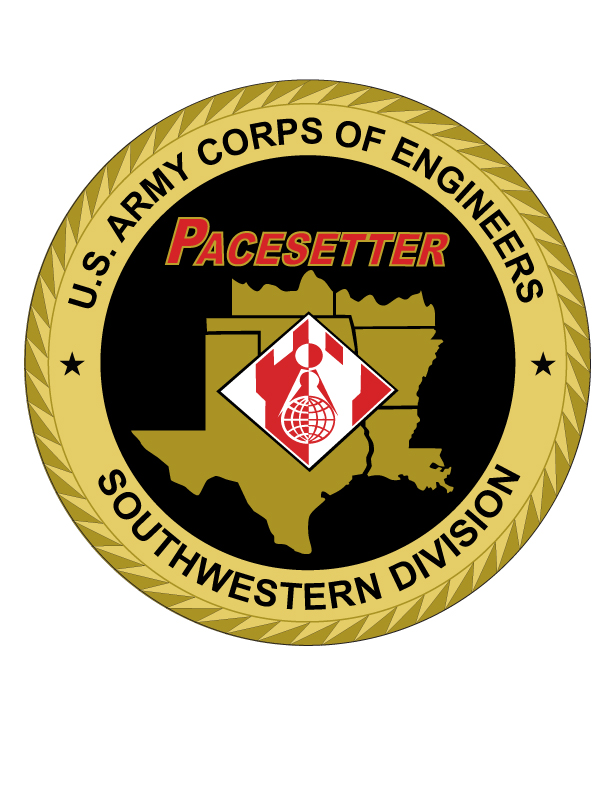
서남지부
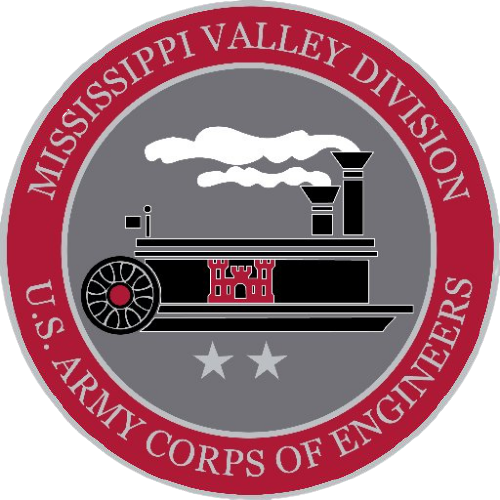
미시시피 계곡 지부
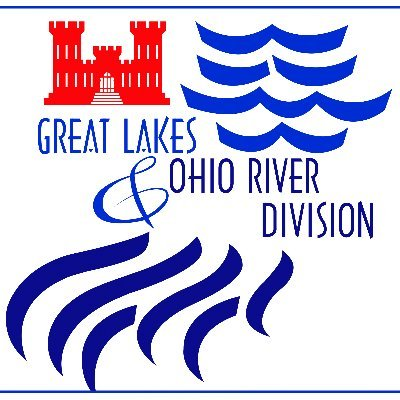
그레이트 레이크 및 오하이오강 지부
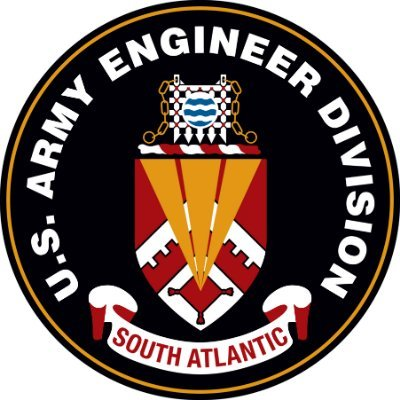
남대서양 지부
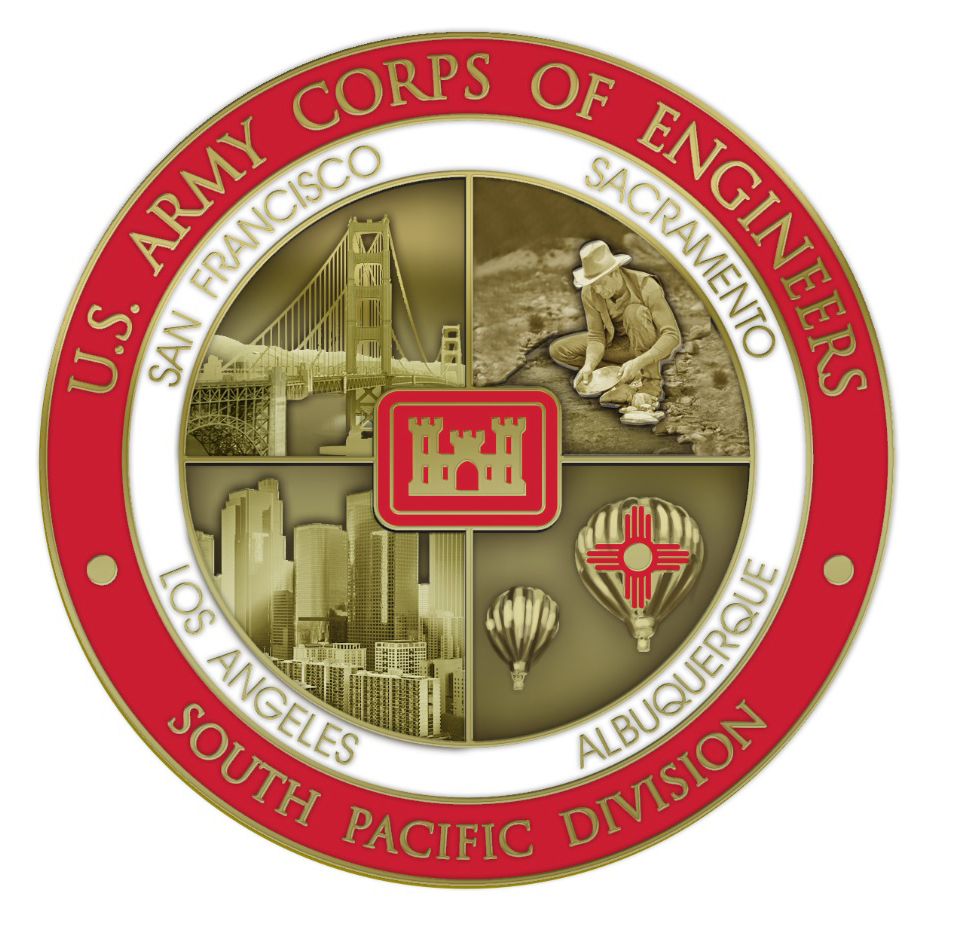
남태평양 지부
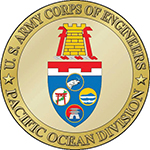
태평양 지구

- 서북지부 (NWD) - 시애틀, 포틀랜드, 왈라왈라, 오마하, 캔사스시 지구
- 서남지부 (SWD) - 갤버스턴, 리틀록, 툴사, 포트 워스 지구
- 그레이트레이크 및 오하이오강 지부 (LRD) - 내쉬, 디트로이트, 루이스빌, 버팔로, 시카고, 피츠버그, 헌팅힐 지부
- 미시시피 계곡 지부 (MVD) - 세인트폴, 록아일랜드, 세인트루이스, 멤피스 지부
- 북대서양 지부 (NAD) - 뉴잉글랜드, 뉴욕, 필라델피아, 볼티모어, 노퍽, 유럽 지부
- 남대서양 지부 (SAD) - 모빌, 사바나, 윌밍턴, 잭슨빌, 찰스턴 지구, TF Vipr
- 남태평양 지부 (SPD) - 로스엔젤레스, 샌프란시스코, 새크라멘토, 앨버커키 지구
- 태평양 지부 (POD) - 극동, 일본, 알래스카, 호놀룰루 지구
- 범대서양 지부 (TAD) - 중동, 아프가니스탄 지구

### 부대
- 제249공병대대 (프라임 파워)
- 우발상황대응부대

### 기관
- 프라임 파워 학교
- 재무센터 (Finance Center)
- 험프리스 공병센터지원처 (Humphreys Engineer Center Support Activity)

## 참전
- 독립 전쟁
- 1812년 전쟁
- 맥시코 전쟁
- 남북 전쟁
- 미국 인디언 전쟁
- 스페인-미국 전쟁
- 의화단 운동: 중국 구호 원정(영어판)
- 필리핀 반란
- 멕시코 원정
- 제1차 세계 대전
- 제2차 세계 대전
- 6.25 전쟁
- 베트남 전쟁
- 서남아시아 분쟁
- 코소보 전쟁
- 테러와의 전쟁

## 같이 보기
- 미국 해군건설군
- 미국 공군
  - 주요 기지 공병비상군(영어판)(Prime BEEF)
  - 신속기술전개중작업수리공병대대(영어판)(RED HORSE)